# Rajko Lekić
Rajko Lekic (3 de julio de 1981, Copenhague) es un futbolista danés-montenegrino. Actualmente se desempeña en el New England Revolution de Estados Unidos. Ha jugado para B 93, BK Avarta, Herfølge BK, Fremad Amager, Silkeborg IF y Odense BK en Dinamarca, además de Xerez en España , ZTE de Hungría, Esbjerg y silkeborg de La Liga Danesa. 

## Selección nacional
Ha sido internacional con la Selección de fútbol de Dinamarca, jugando 1 partido internacional.

## Clubes
| Club                   | País           | Año       |
| ---------------------- | -------------- | --------- |
| Boldklubben af 1893    | Dinamarca      | 1998-2001 |
| BK Avarta              | Dinamarca      | 2001-2002 |
| Herfølge BK            | Dinamarca      | 2002-2003 |
| Fremad Amager          | Dinamarca      | 2003      |
| Silkeborg IF           | Dinamarca      | 2003-2004 |
| Xerez CD               | España         | 2004-2006 |
| Odense BK              | Dinamarca      | 2006-2007 |
| Zalaegerszegi TE       | Hungría        | 2007      |
| Esbjerg fB             | Dinamarca      | 2007-2008 |
| Silkeborg IF           | Dinamarca      | 2008-2011 |
| New England Revolution | Estados Unidos | 2011      |
| Lynby BK               | Dinamarca      | 2012      |
| FC Roskilde            | Dinamarca      | 2012-2014 |
| Skovlunde IF           | Dinamarca      | 2014-     |